# 中間管理錄利根川
《中間管理錄利根川》（日語：中間管理録トネガワ），原作：萩原天晴・漫画：橋本智広、三好智樹・協力：福本伸行，是福本伸行的代表作之一，《賭博默示錄》的外傳作品。2015年於《月刊Young Magazine》（簡稱月刊YM）上開始連載，中途發表月刊移籍的消息，並移值到《コミックDAYS》上繼續連載，2018年動畫化確定。

## 故事概要
故事相當於《賭博默示錄》的前傳，以《賭博默示錄》中的反派角色利根川幸雄為主角。
利根川幸雄是帝愛集團的第二把交椅，身為中間管理層的他一面必須應付自己的上司兵藤和尊，一面要照顧為數眾多的下屬，成天為此忙碌奔波。

## 登場人物

### 利根川小組
利根川幸雄（聲優：森川智之）
本作的主角。帝愛集團五大最高幹部之一兼第二把手，是個勤奮和稱職的人才，並且善於管理自己的人力，對下屬的信任也很厚愛。加入帝愛金融超過三十年，每天上午五時三十分就起床，三十分鐘內必從酒店趕回帝愛上班。利用少得可憐的休假日去健身房訓練或者學習。年輕時曾經在日本最遙遠的帝愛南波照間島分部任職，該分部的主要工作是提取會長愛喝的海藻精華。愛吃有燒肉的燒肉便當。
最終話裡，由於在本家《賭博默示錄》的皇帝牌的賭博中最後敗給開司而失勢，現已被降板調到帝愛南波照間島分部那邊繼續打拼著。

#### 初期成員
山崎健二（聲優：羽多野涉）
初期成員，30歲。曾是兵藤會長的手下，後來調到利根川小組，成員中隊長般的存在。山崎並沒有多麼喜歡在帝愛集團工作，數次想過辭職。自從跟隨利根川先生後，這種想法才消失。本傳得知他與左衛門在利根川幸雄失勢後，成為黑崎身邊的黑服，曾跟隨黑崎身旁與正在尋找開司的遠藤會面。
最終話得知，現已經從黑衣服畢業，正式成為帝愛的中間管理層的役員。
左衛門三郎二郎（聲優：島崎信長）
初期成員，23歲。西口冴子加入前，左衛門三郎為該小組最年輕的成員，善於炒股。提出賭博「限定猜拳」的最初企劃人。曾在利根川到大板出差時，透過服裝規則上的漏洞穿着在原宿購買的尖靴等物上班，並且嘲諷古板山崎像校長先生，惟敗給利根川灑脫的穿衣方式。利根川幸雄失勢後成為黑崎身邊的黑服，曾跟隨黑崎身旁與正在尋找開司的遠藤會面；而在利根川的夢境中，佐衛門是一個十分聰明的人，當帝愛被強制廢除灰色利率且被大量欠債者攻入時，利根川覺得佐衛門會馬上離職以遠離危險，不會像其他利根川小組成員般忠心。
最終話得知，現已退出帝愛並另外自立活動會社，並與西口冴子結婚並入贅改姓為“西口二郎”。
川崎敏政（聲優：西山宏太朗）
初期成員，30歲。為小組中最早得流感的人。
最終話得知，現已退出帝愛並再次回到大手銀行裡就職。
中田英壽（聲優：濱野大輝）
初期成員，32歳。喜歡天文館。
最終話得知，現已退出帝愛並轉職成為專業漫畫家連載四格漫畫，擔當編輯為小宮。
權田平八（聲優：小山力也）
初期成員，49歳。為小組中最年長者。為人懦弱，經常逃避。在利根川小組裡突發了流感的期間，被利根川暫時代替他他短暫接管小組，在堂下為首的小組成員激勵下，開始在責任感方面有所轉變。在“限定猜拳”策劃內，擔任放牌用皮包設計。
最終話得知，現仍在帝愛的黑服裡工作，並深深沉迷攝影興趣且獲得大獎。山崎認為“他找到了自己的出路”。
堂下浩次（聲優：江口拓也）
初期成員，32歳。原來是T京大學橄欖球社的元主將，是一個相當熱血的運動人士。
最終話得知，他跟山崎一樣黑衣服畢業，並回到宣傳部工作，而且帶領橄欖球隊獲得了大會勝利。
荻野圭一（聲優：石田彰）
初期成員，35歲。出生地為非洲南部的尚比亞共和國，25歲時曾加入喜劇界的雙人搭檔。
最終話得知，他仍然在黑服裡工作，並且跟自己曾經的搞笑搭檔再次復活搞笑雙人搭檔組合。雖然在M-1的2回戦裡失敗，但仍不放棄創作料子。
萩尾純一（聲優：河西健吾）
初期成員，35歳。因有改變帝愛體制的意志而與菊地及長田一個月兩三次聚會，後來因沒有成績而降職到利根川曾經任職的日本最遙遠的帝愛南波照間島分部，該分部的主要工作是提取會長愛喝的海藻精華。在送別會上發酒瘋認為自己是萩野，後受邀參加荻野圭一的婚禮。
第75話得知，在利根川的協調下，降職三人組得以回歸。但最終話得知，三人組再次被調動並去往佐呂別原野帝愛分部，但仍然表示還會繼續努力爭取回到本社。
菊地亮（聲優：青柳尊哉）
初期成員，35歳。因有改變帝愛體制的意志而與萩尾及長田一個月兩三次聚會，後來因沒有成績而降職到利根川曾經任職的日本最遙遠的帝愛南波照間島分部，該分部的主要工作是提取會長愛喝的海藻精華。在送別會上稱呼對其黑服論反應冷漠的佐衛門三郎為機械貓，後受邀參加荻野的婚禮。
第75話得知，在利根川的協調下，降職三人組得以回歸。但最終話得知，三人組再次被調動並去往佐呂別原野帝愛分部，但仍然表示還會繼續努力爭取回到本社。
長田雄一郎（聲優：澤城千春）
初期成員，37歳。因有改變帝愛體制的意志而與萩尾及菊地一個月兩三次聚會，後來因沒有成績而降職到利根川曾經任職的日本最遙遠的帝愛南波照間島分部，該分部的主要工作是提取會長愛喝的海藻精華。在送別會上向堂下吐真言，稱其一直討厭運動部的人，並且不滿其每次都要配合堂下，儘管無聊的人是堂下才對。後受邀參加荻野的婚禮。
第75話得知，在利根川的協調下，降職三人組得以回歸。但最終話得知，三人組再次被調動並去往佐呂別原野帝愛分部，但仍然表示還會繼續努力爭取回到本社。
海老谷卓（聲優：八代拓）
初期成員，25歳。第一個被解僱的成員。意圖以他的創意和利根川的資金發展蝦卷事業，惟小組成員及小正安均評價他的蝦卷難吃，當他們得知其購買了二百公斤冷凍赤座蝦後，向其購買部分赤座蝦。海老谷後來因生活困苦而怨恨帝愛金融無理解僱他，註冊了一個比帝愛官方帳號擁有更多粉絲的「帝愛黑」Twitter 帳號，推文都輔有萌貓的動圖及人氣動畫的插圖。利根川等人發現後，把他囚禁在設備齊全的小房間裏經營帝愛官方Twitter帳號，要求他擁有十萬粉絲才能離開。在津久井行蹤不明後，被利根川安排回到小組內一起策劃宣傳帝愛金融的電視廣告，主要的工作為記筆記和倒咖啡等的雜務。
最終話得知，他退出了帝愛並自立了商戶，性格轉變得比以前更謙虛了，曾經失敗過的蝦卷得到了改良，使得他在練馬的小店事業獲得成功。

#### 追加成員
東（聲優：大河元氣）
在利根川進行「人間麻雀」時出現的黑服成員。之後不時協助利根川小組。
西口冴子（聲優：前田玲奈）
追加成員，22歳。小組中唯一的女性。博多出身，有一個經常給她寄草莓哥哥小廣。與左衛門三郎二郎相戀。
最終話得知，她與左衛門三郎二郎結婚，由於討厭自己的姓名變成“左衛門三郎冴子”後太多讀“さえ”（Sae）而變得拗口，故要求二郎改姓入贅。現和二郎育有一女。
八乙女中（聲優：寺島拓篤）
追加成員，中途入社，原來是經驗豐富的光纖服務推銷員，因非常擅長拍馬屁而具有超快的推銷簽約速度，被同業者稱為「光」。以同樣的手段得到會長的喜愛，使利根川被會長招喚的次數愈來愈少，甚至成為帝愛集團二把手最有力候選人，成為會長祕書。八乙女的西裝與利根川一樣都是在銀座丸之內購買。
T-AI君
由帝愛AI部高峰研發的自我學習型人工智能黑服，每天進行自我升級，不僅能負責黑服本身的業務和數據管理，還會計算債務者各自的利息，甚至可以執行催收的任務。當然就算債務者已償還本月應繳款項，還是會被T-AI君押送至某處。頗得會長喜愛，利根川和左衛門三郎等害怕被其取代。
宮崎 純一
漫畫第54話因帝愛金融業績大爆發、僱用更多人而追加的成員，長崎県長崎市出身，愛好是打高爾夫球。利根川以他所佩戴墨鏡的品牌是雷朋作辨識。
大崎 正也
漫畫第54話因帝愛金融業績大爆發、僱用更多人而追加的成員，群馬県高崎市出身，愛好是打高爾夫球。利根川以他所佩戴墨鏡的品牌是歐利弗·皮帕斯作辨識。
東御建田 順三郎
漫畫第54話因帝愛金融業績大爆發、僱用更多人而追加的成員，愛好是打高爾夫球。
山田 正太
漫畫第54話因帝愛金融業績大爆發、僱用更多人而追加的成員，唯一一名患過盲腸的山田姓成員。
山田 太一
漫畫第54話因帝愛金融業績大爆發、僱用更多人而追加的成員。唯一一名耳背有小黑痣的山田姓成員。
山田 正一
漫畫第54話因帝愛金融業績大爆發、僱用更多人而追加的成員，唯一一個從男子高中畢業的山田姓成員。
細山田
漫畫第54話因帝愛金融業績大爆發、僱用更多人而追加的成員。
文殊四郎 三郎
漫畫第54話因帝愛金融業績大爆發、僱用更多人而追加的成員，愛好是打高爾夫球。
熊埜御堂 京介
漫畫第54話因帝愛金融業績大爆發、僱用更多人而追加的成員，愛好是打迷你高爾夫球。
蟹江 優作
漫畫第62話追加成員，22歲，大學學歷。接個電話也會肝撲通跳，佐衞門三郎因西口冴子温柔地對待他而不理會他。仰慕海老谷。在其第一次企劃競賽中提交的皇帝牌 E - Card 被利根川贊許及令到會長狂喜，惟賽前海老谷在前輩身份多番批評他的企劃。

### 帝愛集團幹部
兵藤和尊（聲優：津嘉山正種）
帝愛集團的總帥，有點年紀的老人。利根川的上司兼麻煩製造機，其部下都稱他為「會長」。山崎曾稱會長經常命令黑服把他放在帝愛冷藏庫中的果凍布丁拿出來，會長曾因那些黑服是把布丁放在盤子上，還是直接拿勺子讓他吃的問題而解僱了數人。
黑崎義裕（聲優：宮內敦士）
帝愛集團的五大最高幹部之一兼被譽為最有可能成為下屆帝愛第二把手的壯年男子。頗具豪俠氣概，對部下採取懷柔手段，同時予以斥責及激勵。輕而易舉地說出利根川不敢對會長說出的話，又不會採雷。因在會長面前裝得像小狗般天真爛漫、不像利根川般諂媚而令其龍心大悅，頗得會長喜愛。最初正是裝得純真無邪的把會長絆了個趔趄才開始得到重視。在地下巡視時命黑服把沼川製作的美味糠醃菜全部拿走，邊走邊吃。暴力對待會長的祕密替身小正安，發泄對會長的不滿。

### 帝愛集團相關者
遠藤勇次（聲優：津田健次郎）
帝愛集團旗下「遠藤金融」的社長兼極道。
一條聖也（聲優：浪川大輔）
持有吃人彈珠機『沼澤』的裏店長。
倉石
財務部，是山崎剛入職時指導過他的前輩，跟利根川幸雄的年齡差不多，但是沒怎麼往來。
迫田
需要製作限定猜拳的參賽者名單，但是他還有很多其他業務等着辦，T-AI君代其完成任務，並且約定下一次見面時要一起喝酒。

### 地下勞動設施
大槻太郎（聲優：長）
帝愛地下設施E班的班長，也是另一部外傳作品『1日外出錄大槻』的主角。二十五年前是一名在東京就讀的大學生，生活困苦，喜歡在一間位於錦糸町的中華料理店大刻屋吃蟹肉炒飯，老板雖然出了名冷漠但是會默默為他端上一盤一點五飯量的炒飯。老板在二十五年後仍記得大槻，使他十分感動。看見利根川成功挑戰「豬排澤」的大份豬排飯的照片後，意圖把豬排飯分給他吃。看見教訓他的利根川竟然是點淑女份豬排飯後，嘲諷他是女士，後跟利根川一起挑戰大份豬排飯，惟兩人均敗北。在黑崎到地下巡視時剛好使用一日外出券出外，故而在賭博破戒錄時並不認識黑崎。曾與小田切進行地下劇透合戰長達一年以上，將對方未看過的電影漫畫等的結局或重要劇情進行劇透，大槻會對精通上世紀名作的小田切劇透孤兒怨、消失的愛人等近年上映的電影，並且在宮本的推薦下與小田切到池袋羅薩電影院觀看2018年上映的熱門電影《攝影機不要停！》
沼川拓也（聲優：佐藤拓也）
大槻的跟班。35歳。『1日外出錄大槻』的角色。購買一日單人間後，其歌聲甚至傳至整個工作空間，暴露了其喜歡唱大塚愛《櫻桃》的喜好，並且曾在每年一度的決算會上在大槻的要求下唱了數次此曲。
石和薫（聲優：松岡禎丞）
大槻的跟班。34歳。『1日外出錄大槻』的角色。
宮本一（聲優：增田俊樹）
監視地下勞動設施的其中一名黑衣人，『1日外出錄大槻』的角色。北海道函館市出身，已加入帝愛集團六年，因工作緊湊而有辭職的想法，但因大槻之故而掌握了讓自己放鬆肩膀力氣的方法。
柳内
黑服兼料理長，因興趣而擁有製作蕎麥麵三十年以上的經驗，技術相當專業且不會偷工減料。在任料理長數月期間，地下勞動者的飯菜更為美味，被他們稱為救世主，惟柳內因人事變動而調至地下自助餐廳任職。
板井
帝愛地下設施A班班長，對《周刊少年King》已休刊感到驚訝，甚至不知道Facebook是什麼。
岩田
帝愛地下設施B班班長，對《周刊少年King》已休刊感到驚訝。
小田切（聲優：前野智昭）
帝愛地下設施C班的班長，『1日外出錄大槻』的角色。曾售賣Hoppy套餐威脅到大槻的利益，成為大槻心目中最不能掉以輕心的人，後又憑藉班長特權以平板電腦作為開設地下電影院業務的工具，實現了多年來的夢想。使用一日外出券出外後，會借公共無線熱點下載多部由《中間管理錄利根川》角色主演的電影，如《西口冴子的日記》、《全員惡人》等。與大槻進行地下劇透合戰長達一年以上，將對方未看過的電影漫畫等的結局或重要劇情進行劇透，精通上世紀名作的小田切會對大槻劇透驚魂記、靈異第六感等電影，並且在宮本的推薦下與大槻到池袋羅薩電影院觀看2018年上映的熱門電影《攝影機不要停！》。

### 其他
本田正安（聲優：大塚明夫）
原本職業是飲食店的業者，堅持維護食材本來的味道。相貌與會長完全一致，惟言行舉止完全不像。會長因數次意外而患上被害妄想症後，被選為兵藤會長的秘密替身。由對會長的口頭禪和舉動都暸如指掌的山崎負責嚴格訓練他，稱山崎為「下巴」，感情頗深。兩個月之內說話口吻及思想等方面已經跟會長同步。利根川意外發現小正安的賭才非凡，為了終結與黑崎進行2V2 麻將對決時連敗的局面而意圖與小正安聯手打敗黑崎，怎料喚起小正安心中對黑崎的心理陰影而敗北，利根川便把他托付給遠藤訓練一星期，惟遠藤把小正安弄成一個擅於出老千的人。
伊藤開司（聲優：萩原聖人）
《賭博默示錄系列》的主角，後來在正傳中贏過利根川的賭徒，在本作僅在第一集客串登場。
寺岡
西海TV記者，以黑服身份潛入臭名昭著的帝愛金融，並且使用太陽眼鏡式超䄂珍CCD攝像頭拍攝帝愛金融的黑幕，製成紀錄片《大集團的黑暗實情》，沒想過自己在參加春鬥相撲比賽時脫下眼鏡的不尋常舉動已出賣了他。在電視台翻看影片時被數名黑服從後方抓捕，生死不明。

## 出版書籍
| 集數 | 講談社         | 講談社                 |
| 集數 | 發售日期       | ISBN                   |
| ---- | -------------- | ---------------------- |
| 1    | 2015年12月4日  | ISBN 978-4-06-382721-7 |
| 2    | 2016年4月6日   | ISBN 978-4-06-382774-3 |
| 3    | 2016年8月5日   | ISBN 978-4-06-382833-7 |
| 4    | 2016年12月6日  | ISBN 978-4-06-382884-9 |
| 5    | 2017年6月6日   | ISBN 978-4-06-382972-3 |
| 6    | 2017年11月6日  | ISBN 978-4-06-510526-9 |
| 7    | 2018年7月11日  | ISBN 978-4-06-512033-0 |
| 8    | 2019年2月13日  | ISBN 978-4-06-514559-3 |
| 9    | 2019年11月13日 | ISBN 978-4-06-517724-2 |
| 10   | 2020年8月11日  | ISBN 978-4-06-520454-2 |

## 電視動畫
於2018年7月起由深夜動畫節目「AnichU」播放，旁白則是川平慈英擔任。
於第14話（10月9日播出）開始不定期插入外傳《1日外出錄大槻》的故事，與本作《中間管理錄利根川》交互播放。

### 音效
各集都會具有代表性的擬聲詞音效(zawa…)聲音，至於都會請名字里有「澤」（日語音同）的聲優來擔任各集的配音，並以（No.）為每一集的分別，還會在片尾的參與聲優名單里名子的「澤」改為。此外，008、009為《1日外出錄大槻》專用特別版（灰色格式），命名規律也不同。
參與聲優
- 野さわ…雅子 (001)
- さわ…城美雪 (002)
- 芹ざわ…優 (003)
- 小ざわ…亞李 (004)
- 花ざわ…香菜 (005)
- 黑ざわ…朋世 (006)
- 井ざわ…詩織 (007)
- ハンめぐみ (008)
- チョー (009)
- さわ…城千春 (010)

### 主題歌
片頭曲
「爽朗奔跑的利根川（颯爽と走るトネガワ君）」
作詞、作曲、編曲：川谷绘音；主唱：（極品下流少女）
片尾曲
（第1話－第13話）
作詞、作曲、主唱：；編曲：竹原ピストル、高橋太郎
（第14話－第24話）
作詞：Ryosuke；作曲：Ryo；編曲：NoisyCell、akkin；主唱：NoisyCell

### 各話標題
| 話數     | 日文標題 | 中文標題 | 劇本       | 分鏡       | 演出                        | 作畫監督                                                                 | 總作畫監督                | 聲音（No.）                         |
| -------- | -------- | -------- | ---------- | ---------- | --------------------------- | ------------------------------------------------------------------------ | ------------------------- | ----------------------------------- |
| Agenda01 |          | 企劃啟動 | 廣田光毅   | 川口敬一郎 | Kim Min-sun                 | Jang Kil-yong                                                            | 高田晴仁                  | 003                                 |
| Agenda02 |          | 過度猜測 | 前川淳     | 渡邊慎一   | Kang Tae-sig                | Park Ae-lee、Kim Bo-kyoung                                               | Eom Ik-hyun               | 004                                 |
| Agenda03 |          | 鐵板烤肉 | 加藤還一   | 川尻善昭   | Seo Soon-young              | Hwang Seong-won                                                          | Jang Kil-yong             | 005                                 |
| Agenda04 |          | 所為成人 | 廣田光毅   | 佐藤雄三   | Park Jai-ik                 | Park Ga-young、You Sung-hee Park Myeong-hwan、Lee Kwan-woo               | Eom lk-hyun               | 006                                 |
| Agenda05 |          | 深刻反省 | 前川淳     | 渕上真     | Kim Sang-yeop               | Hwang Il-jin、Ryu Seung-cul                                              | Jang Kil-yong             | 007                                 |
| Agenda06 |          | 自爆自摔 | 加藤還一   | 川尻善昭   | Kim Min-sun                 | Hong Yu-mi                                                               | Eom Ik-hyun               | 003                                 |
| Agenda07 |          | 病情蔓延 | 廣田光毅   | 佐藤雄三   | Kang Tai-sik                | Park Ae-Iee、Kim Bo-kyeong                                               | Jang Kil-yong             | 004                                 |
| Agenda08 |          | 蝦子傳銷 | 川口敬一郎 | 渕上真     | Kim Sang-yeob               | Lee Bang-won、Hwang Il-jin                                               | Eom Ik-hyun               | 005                                 |
| Agenda09 |          | 吃炸豬排 | 前川淳     | 清水健一   | Seo Soon-young              | Hwang Seong-won、Park Ae-lee                                             | Jang Kil-yong             | 006                                 |
| Agenda10 |          | 彩排排練 | 加藤還一   | 澤井幸次   | Park Jai-ik                 | Park Ga-young、You Sung-hee Park Myeong-hwan、Lee Kwan-woo               | Eom lk-hyun               | 007                                 |
| Agenda11 |          | 出差旅遊 | 川口敬一郎 | 渡邊慎一   | Lee Dong-ik、Kim Seong-beom | Kim Seong-il、Jang Sang-mi                                               | Jang Kil-yong             | 003                                 |
| Agenda12 |          | 假冒替身 | 前川淳     | 渡邊慎一   | Park Si-hu                  | Hong Yu-mi                                                               | Eom Ik-hyun               | 004                                 |
| Agenda13 |          | 出航插曲 | 加藤還一   | 渡邊慎一   | Kim Sang-yeop               | Hwang Il-jin、Park Ae-lee、Kwon Hyeok-jung                               | Jang Kil-yong             | 002                                 |
| Agenda14 |          | 外出三遊 | 廣田光毅   | 佐藤雄三   | Kim Min-sun                 | Lee Bang-won、Kim Seong-il、Jang Sang-mi                                 | Eom Ik-hyun               | 008、009                            |
| Agenda15 |          | 豪遊飲芋 | 廣田光毅   | 清水健一   | Park Si-hu                  | Hong Yu-mi、Song Jin-hee                                                 | Eom IK-hyun Jang Kil-yong | 008、009                            |
| Agenda16 |          | 天敵馬名 | 川口敬一郎 | 坂田純一   | Park Jai-ik                 | Park Ga-young、You Sung-hee Park Myeong-hwan、Lee Kwan-woo               | Jang Kil-yong             | 005、007                            |
| Agenda17 |          | 內示送別 | 加藤還一   | 渡邉こと乃 | Kim Sang-yeop               | Hong Yu-mi、Kwon Hyeong-jung Song Jin-hee、Jang Sang-mi                  | Eom Ik-hyun               | 002、003                            |
| Agenda18 |          | 介入同調 | 前川淳     | 澤井幸次   | Kim Min-sun                 | Hwang Il-jin、Hong Yu-mi、Song Jin-hee                                   | Jang Kil-young            | 004、005 008、009                   |
| Agenda19 |          | 新人太鼓 | 川口敬一郎 | 渡邊慎一   | Park Jai-ik                 | Park Ga-Young、You Sung-hee Park Myeong-hwan、Lee Kwan-woo               | Eom Ik-hyun               | 005、006                            |
| Agenda20 |          | 招待柿放 | 廣田光毅   | 川尻善昭   | Kang Tea-sik                | Kim Myeong-hee、Park Ae-lee                                              | Jang Kil-yong             | 002、010 008、009                   |
| Agenda21 |          | 中傷熱風 | 前川淳     | 坂田純一   | Kim Sang-yeop               | Kim Eun-sun、Song Jin-hee Lee Bang-won、Kwon Hyeok-jung                  | Eom Ik-hyun               | 006、007 008、009                   |
| Agenda22 |          | 後篇編輯 | 前川淳     | 澤井幸次   | Park Jai-ik                 | Park Ga-young、You Sung-nee Park Myeong-hwan、Lee Kwan-woo Min Hyun Sook | Jang Kil-yong             | 002、003 004、005 006、007 008、009 |
| Agenda23 |          | 預感一休 | 加藤還一   | 川口敬一郎 | Park Si-hu                  | Hong Yu-mi、Hwang Il-jin、Song Jin-hee                                   | Eom Ik-hyun               | 008、009                            |
| Agenda24 |          | 終點白服 | 廣田光毅   | 佐藤雄三   | Kim Min-sun                 | Kwon Hyeok-jung、Park Ae-lee                                             | 高田晴仁 Jang Kil-yong    | 001                                 |

### 藍光與DVD
| 卷數 | 發售日期       | 收錄話數         | 規格編號   | 規格編號   |
| 卷數 | 發售日期       | 收錄話數         | 藍光       | DVD        |
| ---- | -------------- | ---------------- | ---------- | ---------- |
| 上   | 2018年12月12日 | 第1話 ～ 第12話  | VPXY-71649 | VPBY-14751 |
| 下   | 2019年3月27日  | 第13話 ～ 第24話 | VPXY-71685 | VPBY-14800 |

## 外部連結
- WEBヤンマガ 中間管理錄利根川 （页面存档备份，存于）（日語）
- 電視動畫「中間管理錄利根川」（日語）
- 動畫『中間管理錄利根川』的X（前Twitter）（日語）